# 小寺弘之
小寺 弘之（こでら ひろゆき、1940年〈昭和15年〉10月3日 - 2010年〈平成22年〉12月21日）は、日本の政治家。元群馬県知事（民選第13・14・15・16代）。東京府生まれ。

## 経歴
父は佐賀県、母は茨城県の出身。父の仕事の都合で誕生して間もなく台湾（日本統治下）に移住し、再び東京に戻る。戦時中は母の故郷である茨城に疎開するが、終戦後に東京に戻り小学校に入学する。しかし、小学1年の1学期までで東京を去り、函館、熊本、広島、名古屋と転居を繰り返し5つの小学校の転校を経験する。中学校も名古屋から芦屋に移り、高校は兵庫県立芦屋高等学校に入学するが高校2年の2学期に東京へ転居し、東京都立新宿高等学校に入学した。
1963年3月、東京大学法学部を卒業し、自治省に入省した（大臣官房総務課）。1965年、愛知県総務部行政調査課企画係長。1967年、自治省選挙局選挙課。1968年4月、群馬県衛生民生部医務課長。1970年、群馬県企画部企画課長。1972年12月、群馬県総務部財政課長。1976年、群馬県参事 兼 秘書課長。1978年9月、群馬県総務部長。1982年10月、群馬県副知事就任。
1991年7月28日、群馬県知事に就任し、以降4期務めた。2007年7月22日、5期目に挑戦するが、自由民主党公認の大澤正明に敗北した。
2008年1月、「緑と風の会」を発足させた。2009年12月、民主党選挙対策委員長の石井一から第22回参議院議員通常選挙への立候補を要請され、出馬の意思を固める。2010年1月、第22回参議院議員通常選挙の比例区に民主党公認で立候補する意向であることが明らかとなる。2010年7月11日、第22回参議院議員通常選挙の比例区（民主党公認）で落選する。
2010年12月21日、病気により、東京都内の病院で死去した。70歳没。没後、群馬県知事4期の実績等を評価され、日本政府より正四位・旭日重光章の追叙を受けた。

## 政治活動
- 1996年に群馬県の人口が200万人に達したのを記念して、群馬県出身の映画監督小栗康平に映画作成を依頼した。映画のタイトルは『眠る男』で、主演は役所広司であった。地元をロケ地として活用したご当地映画のはしりとなった。このような形で、自治体が文化活動にかかわる試みが斬新であり、話題となった。映画の内容は、山の事故で意識不明になった『眠る男』と彼を取り巻く自然や、そこで暮らす様々な人々の人間模様などが描かれている。この一連の取り組みは、「新時代の文化事業」「映画事業の革命」と非常に高い評価をうけ、海外ではモントリオール世界映画祭審査員特別大賞、ベルリン国際映画祭国際アートシアター連盟賞、国内では第39回ブルーリボン賞特別賞、第20回日本アカデミー賞協会特別賞などを受賞、国内外から絶賛された（自身もプロデューサーに送られる藤本賞特別賞を受賞）。
- 1996年、群馬県知事を会長とする「アマゾンに群馬の森をつくる会」を発足させた。これは、ブラジル連邦共和国の在北伯群馬県人会（会長 岡島博）からの要請を受け、アマゾン流域の熱帯雨林を開発から守り保護するための活動を行うものである。広く一般県民や小中学生にも募金を呼びかけ、現地（パラー州東部地域）で熱帯雨林取得を支援し、「アマゾン群馬の森」と名づけた。その後、ビジターセンターなどを建設し、関係者が植樹祭を行ったり、群馬県より緑の少年大使を派遣するなどの活動をしている。
- 群馬県副知事に自治省出身で出納長をつとめる後藤新の選任を強く望んでいたが県議会の同意を得られずに副知事が2年以上にわたって不在であった。そこで、後藤の選任を念頭に副知事を2人とする条例案を再提案したが、これも恣意的であるとしてなおも県議会は否決した。（後に自民党が擁立した県議会議員出身の大沢知事になってからは県議会は副知事2人制を直ちに承認している。）小寺は、県議会の姿勢や、反対派の頭目とされる人物を名指しこそしないものの県議会の答弁の中で公然と批判した。副知事不在の長期化の弊害や批判を懸念して、2005年10月17日の県議会に、県総務担当理事の髙木勉を副知事とする案を提出した。県議会は、全会一致で副知事2人制案を否決した上で、この案を承認して、副知事問題は一応の決着を見た。この問題の背景として、小寺が県知事選挙に出馬したさいに、衆議院議員の福田康夫に近いグループが対立候補を擁立したことが尾を引いた確執もとりざたされている。小寺の有力支援者の一人に元総理の中曽根康弘がいる。
- 2003年に、かねてより累積赤字をかかえていた高崎競馬を運営する群馬県競馬組合を清算する方針を打ち出したところ、新興のIT企業として話題をふりまいていたライブドアを経営する堀江貴文から買収の申し入れを受けた。競馬の廃止に反対していた競馬関係者たちの堀江に対する期待もあり、小寺は群馬県庁で堀江と会談した。ところが、買収後の計画の具体性、さらにはインターネットで馬券を販売するなどの手法が現行の制度上でも実現性に乏しいとの理由で完全に拒否した。
- 『愛県債』の発行という、全国的にも注目される方法で資金調達を行っている。一般職員からの提案をもとに、独自の地方債である『愛県債』を発行したところ、県民からの応募が殺到した。従来、金融機関に全額引き受けさせていた県債を一般県民に買いやすい額面金額や有利な利率で発行したところ、調達した資金が県立病院の充実に使われることなど目的が明瞭であり、県民に還元されるものであることが理解されて発行のたびに完全消化されている。2005年10月募集の『第5回愛県債』も総額30億円（額面は1万円・一人100万円まで・利率0.84%・期間5年）をすでに消化している。他の自治体でも、これにならって独自の地方債を発行するところもでてきている。
- 毎年元旦に開催される全日本実業団駅伝（群馬県主催、TBSで放送）では、自らスターターをつとめるために、日本陸上競技連盟公認審判員の資格を取得した。
- 毎日新聞2010年参院選候補者アンケートでは「選択的夫婦別姓制度」に対し「賛成」と回答した[5]。

## 関連人物
- 小渕恵三（第84代内閣総理大臣）
- 小渕光平（元中之条町町長）
- 中曽根弘文（参議院議員）
- 福田康夫（第91代内閣総理大臣、旧群馬町出身）
- 中曽根康弘（第71・72・73代内閣総理大臣、高崎市出身）
- 清水聖義（太田市長）
- 松浦幸雄（高崎市長）
- 高木政夫（前橋市長）
- 矢内一雄（伊勢崎市長）
- 亀山豊文（桐生市長）
- 入内島道隆